# متحف دار العنابي
متحف دار العنابي هو متحف تونسي يقع في سيدي بوسعيد في ضواحي تونس العاصمة.

دار العنابي هي في الأصل منزل كبير يعود للمفتي العنابي شيد في القرن الثامن عشر ويتكون من حوالي 50 غرفة. يقدم هذا المتحف الخاص مجموعة كبيرة من اللباس التقليدي التونسي وإعادة تشكيل الحياة اليومية لعائلة تقليدية في منزل عتيق من منازل العاصمة وذلك عبر مجسمات بشرية ومواد وقطع تقليدية، معروضة في مختلف غرف المنزل والصالونات والمكتبة الخاصة والحديقة التركية والأفنية.

## صور

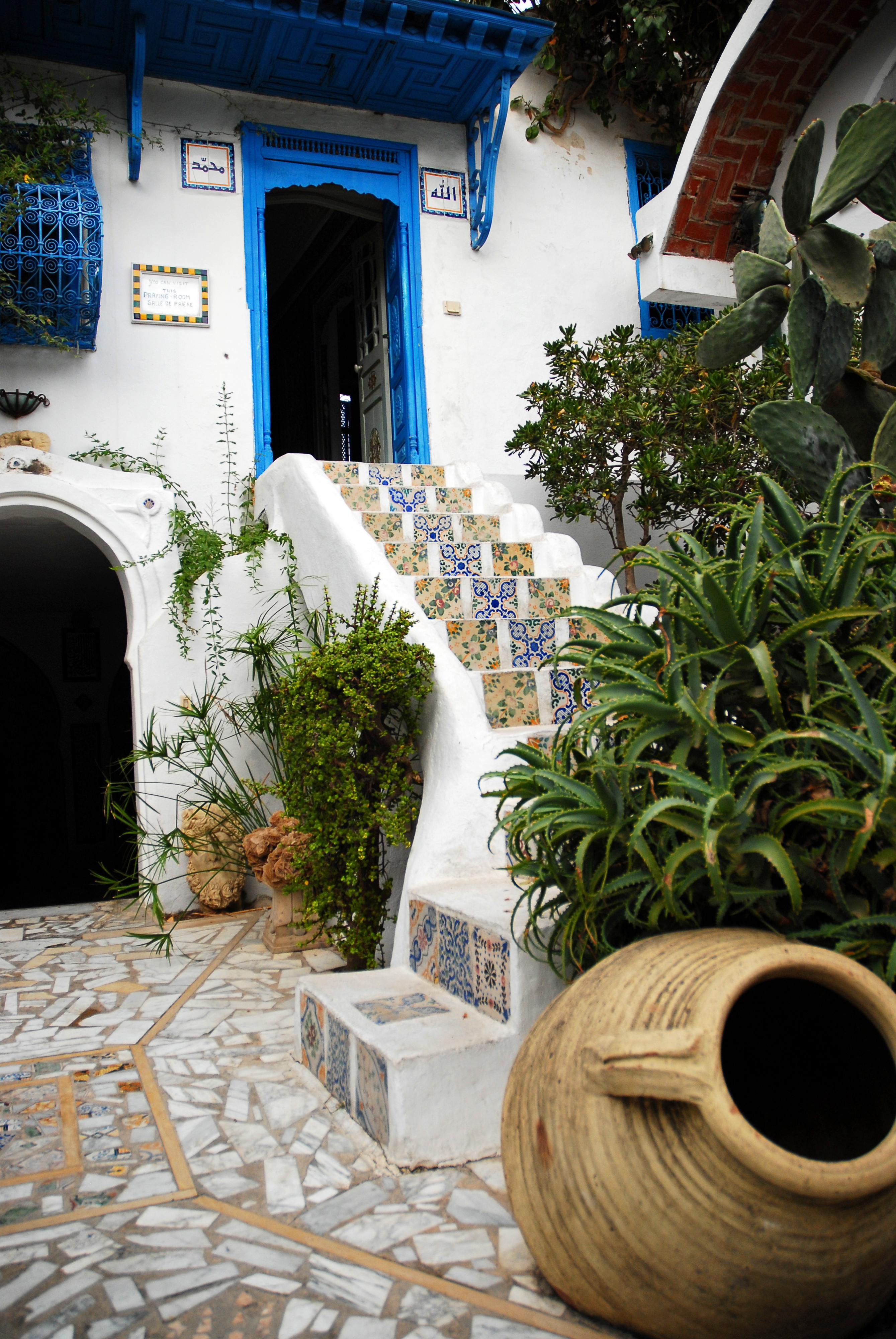
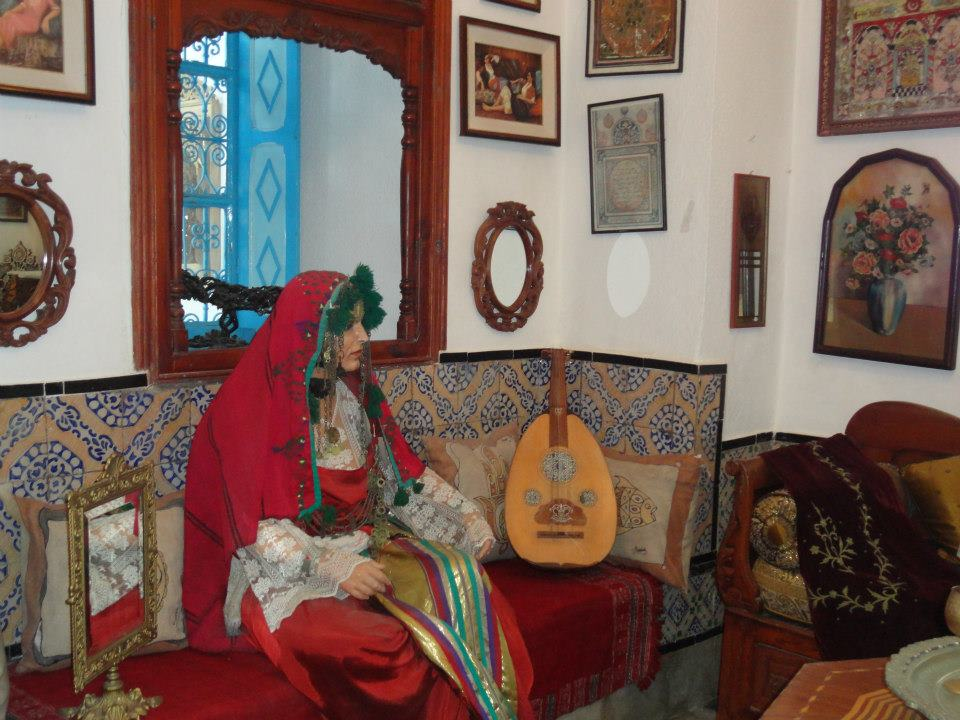
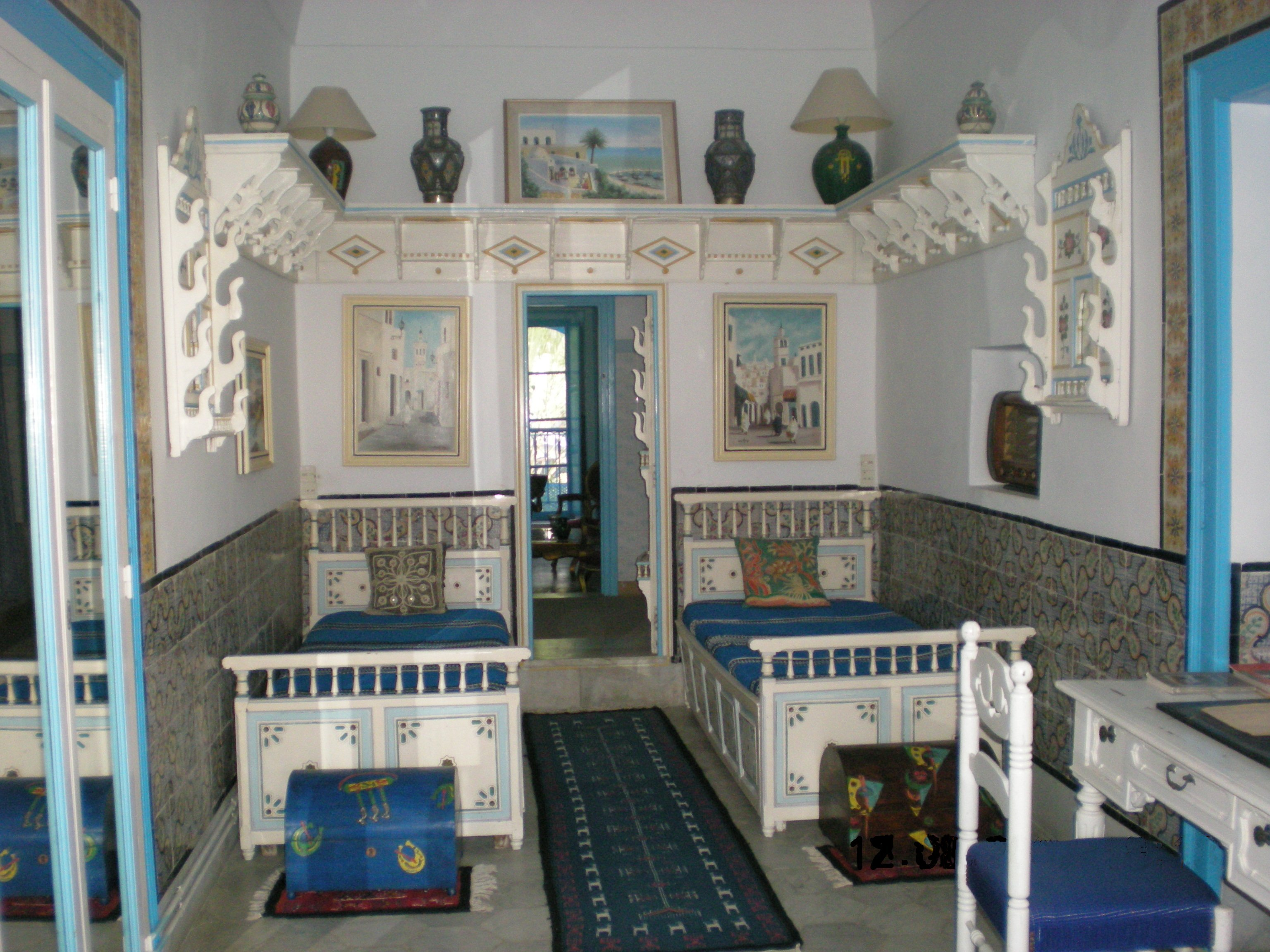
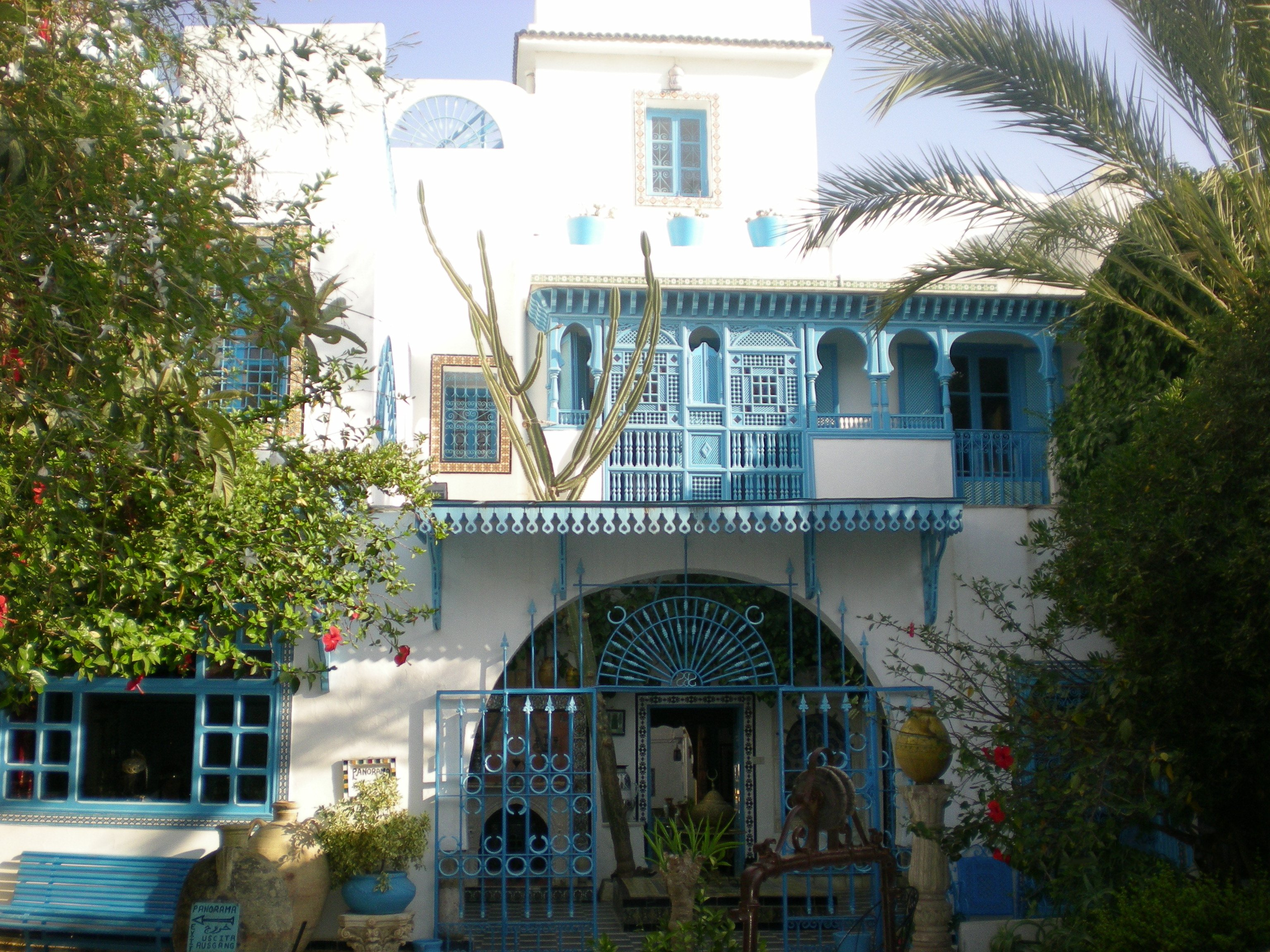
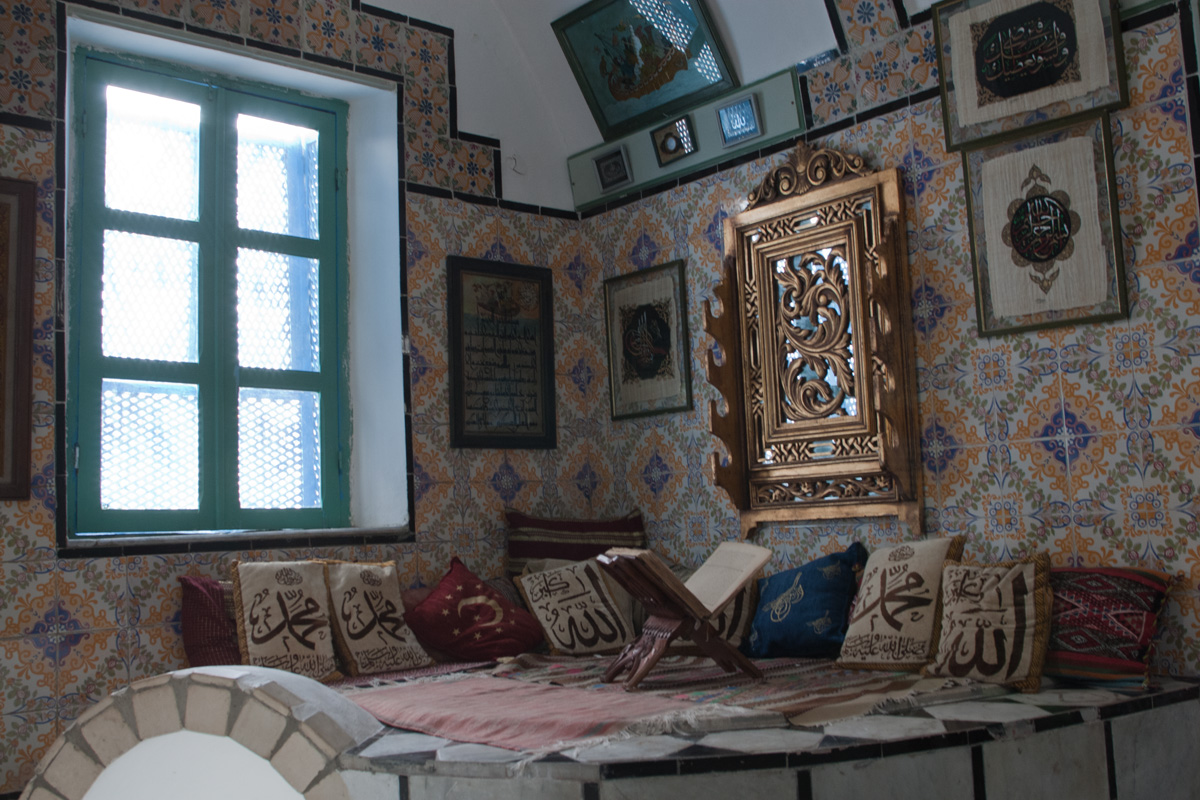
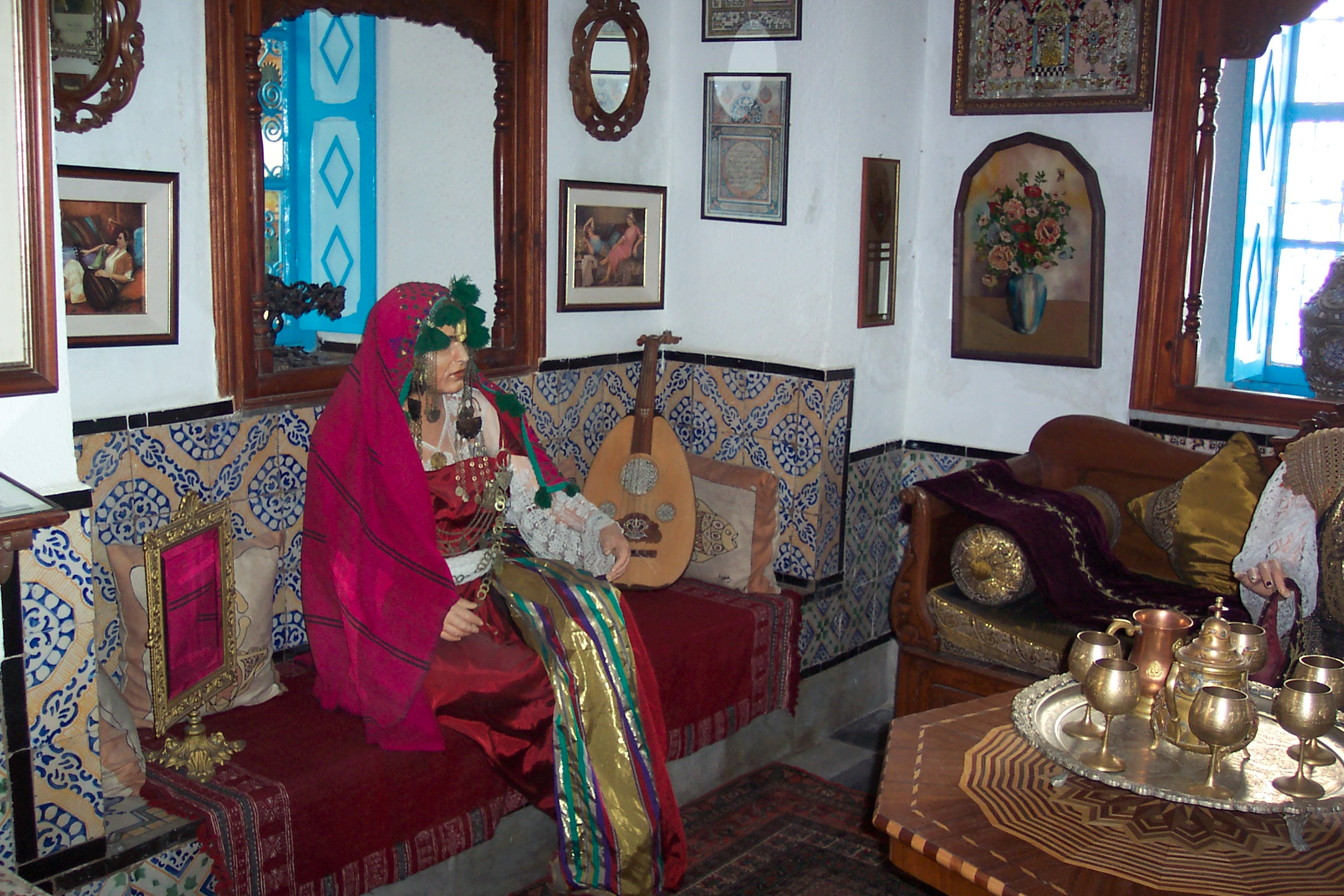
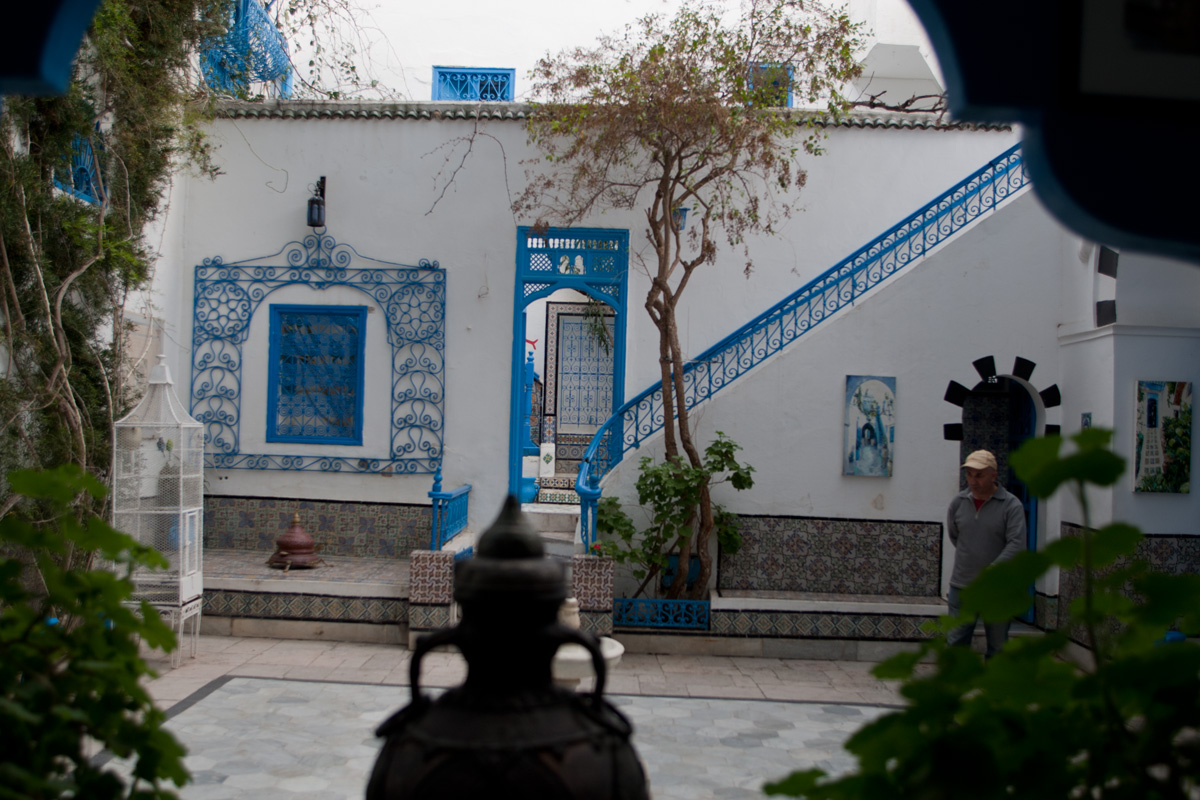
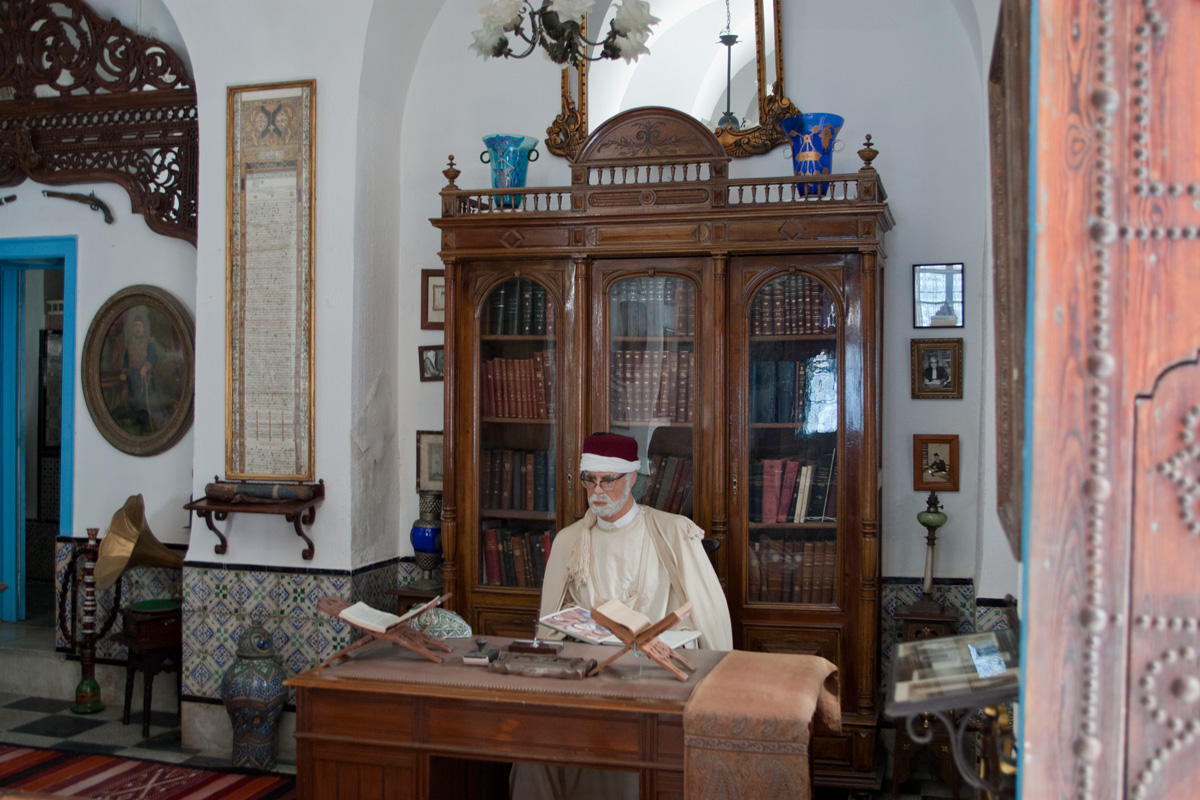
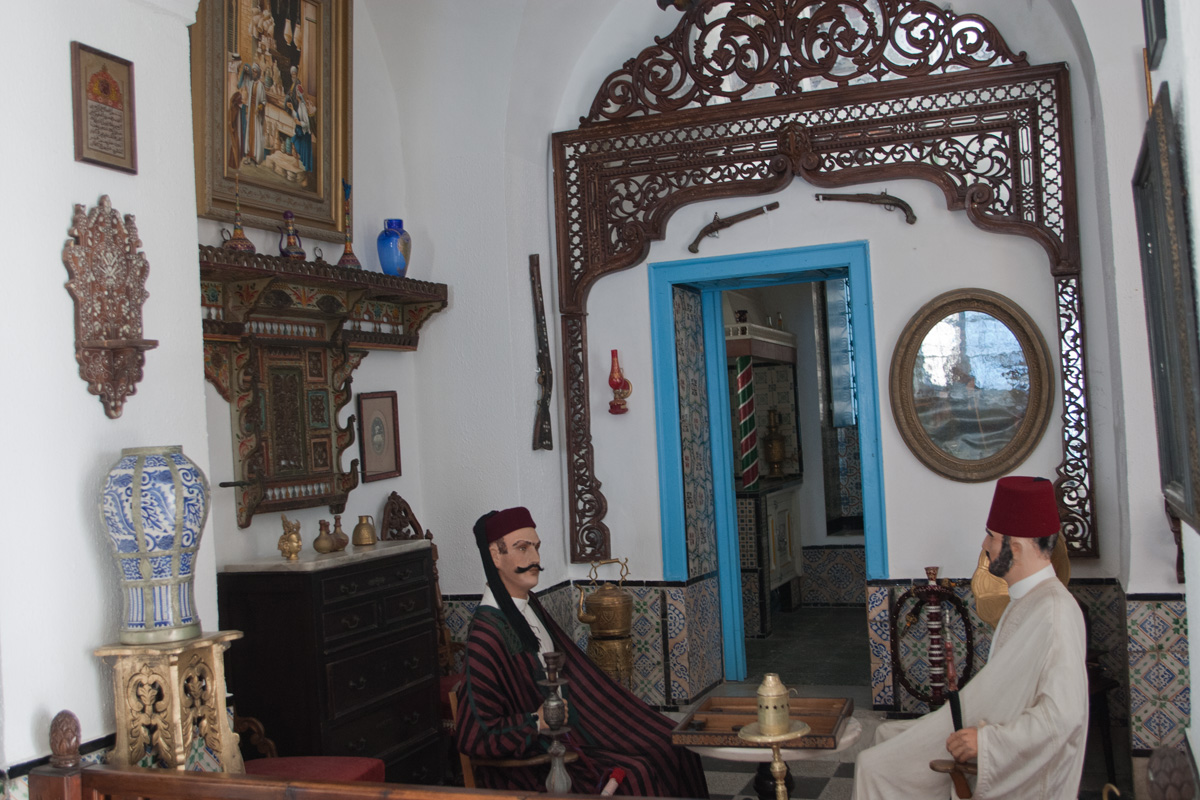
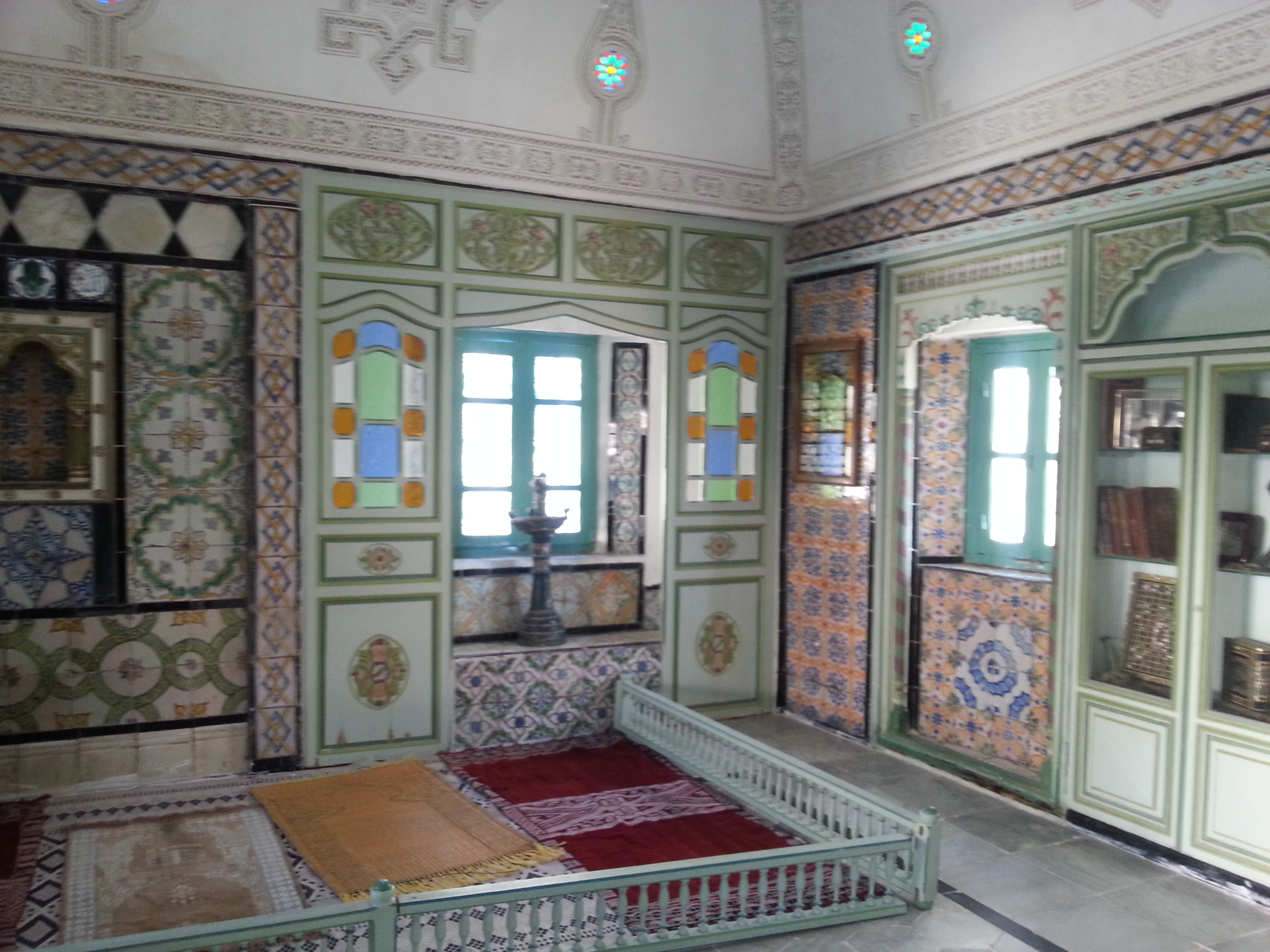
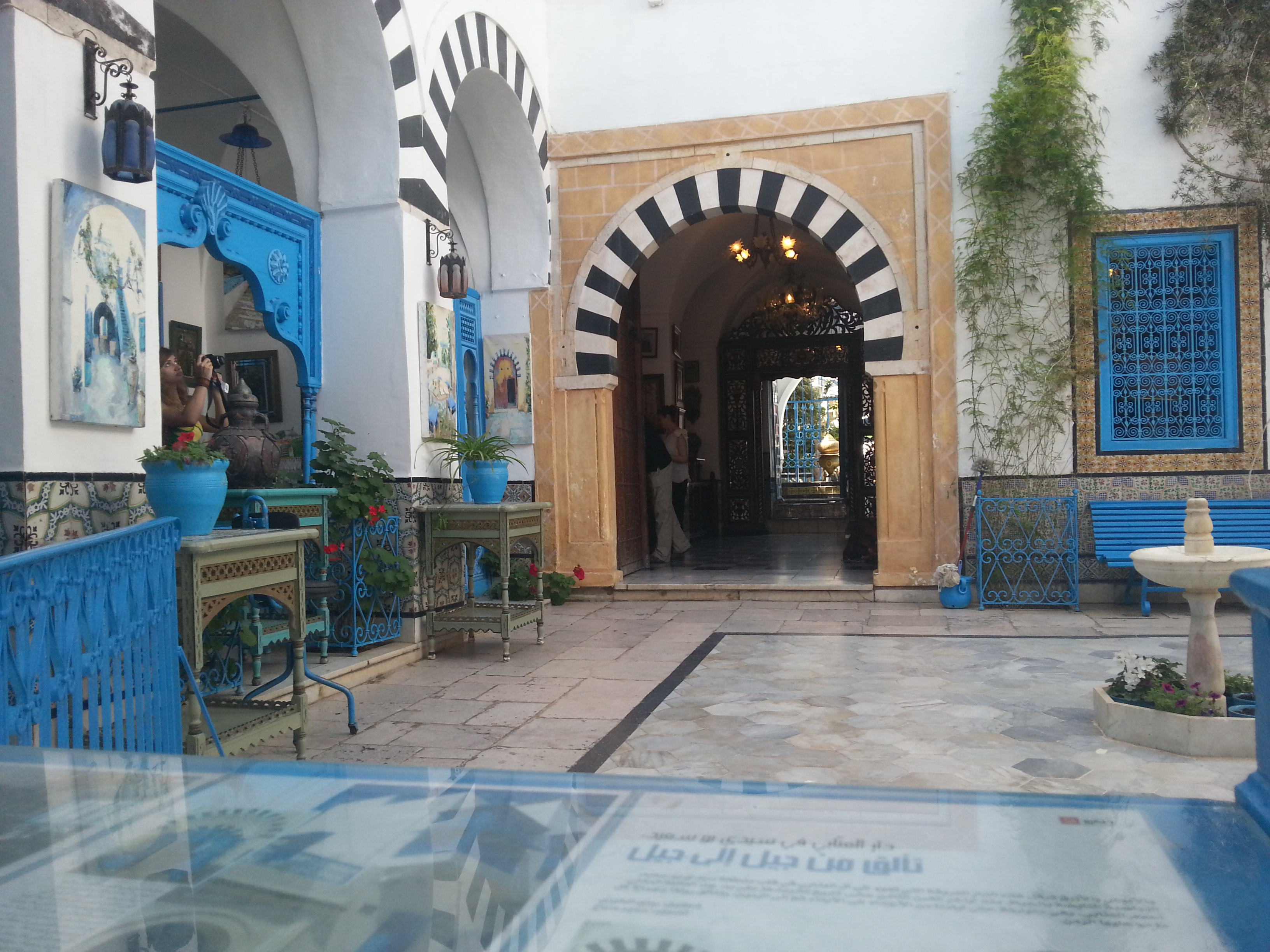